# Marco Gallio (cardinale)
Marco Gallio, indicato anche come Galli o Gallo (Como, 1619 – Roma, 24 luglio 1683), è stato un cardinale e vescovo cattolico italiano.

## Biografia
Marco Gallio nacque a Como nel 1619, membro della nobile famiglia Gallio a cui era appartenuto il cardinale Tolomeo. Era figlio di Francesco I Gallio, III duca di Alvito, e di sua moglie, Giustina Borromeo, tramite la quale era imparentato anche con la figura di san Carlo Borromeo. Tramite sua nonna, Ersilia Farnese, era inoltre diretto discendente di papa Paolo III.
Addottoratosi in utroque iure, sotto il pontificato di papa Alessandro VII resse alcune città ed alcune province dello Stato Pontificio.
Vescovo di Rimini dal 13 giugno 1659, venne inviato come nunzio apostolico a Colonia e dal 1666 ricoprì la carica di vicegerente del vicariato di Roma: papa Innocenzo XI lo elevò al rango di cardinale-presbitero del titolo di San Pietro in Montorio nel concistoro del 1º settembre 1681. Fu anche nominato cardinal legato di Bologna ma morì prima del suo insediamento, il 24 luglio 1683.

## Genealogia episcopale e successione apostolica
La genealogia episcopale è:
- Cardinale Guillaume d'Estouteville, O.S.B.Clun.
- Papa Sisto IV
- Papa Giulio II
- Cardinale Raffaele Riario
- Papa Leone X
- Papa Clemente VII
- Cardinale Antonio Sanseverino, O.S.Io.Hieros.
- Cardinale Giovanni Michele Saraceni
- Papa Pio V
- Cardinale Innico d'Avalos d'Aragona, O.S.Iacobi
- Cardinale Scipione Gonzaga
- Patriarca Fabio Biondi
- Papa Urbano VIII
- Cardinale Cosimo de Torres
- Cardinale Pier Luigi Carafa
- Cardinale Federico Sforza
- Cardinale Marco Gallio

La successione apostolica è:
- Vescovo Boudewijn Cats (1662)
- Vescovo Johannes Baptista van Neercassel (1662)

## Albero genealogico
|                                        |                        |                                                | Genitori                             |  |  | Nonni |  |  | Bisnonni                     |  |  | Trisnonni                      |  |
|                                        |                        |                                                |                                      |  |  |       |  |  | Marco Gallio, nobile di Como |  |  | Ottavio Gallio, nobile di Como |  |
|                                        |                        |                                                |                                      |  |  |       |  |  | Marco Gallio, nobile di Como |  |  | Ottavio Gallio, nobile di Como |  |
|                                        |                        | Elisabetta Vailati                             |                                      |  |  |       |  |  | Marco Gallio, nobile di Como |  |  |                                |  |
| Tolomeo I Gallio, II duca di Alvito    |                        |                                                |                                      |  |  |       |  |  | Marco Gallio, nobile di Como |  |  |                                |  |
|                                        |                        | Elisabetta Valle                               | …                                    |  |  |       |  |  |                              |  |  |                                |  |
|                                        |                        | Elisabetta Valle                               | …                                    |  |  |       |  |  |                              |  |  |                                |  |
|                                        |                        | Elisabetta Valle                               | …                                    |  |  |       |  |  |                              |  |  |                                |  |
| Francesco I Gallio, III duca di Alvito |                        | Elisabetta Valle                               |                                      |  |  |       |  |  |                              |  |  |                                |  |
|                                        |                        | Girolamo Bonelli, I marchese di Cassano d'Adda | Marco Bonelli, nobile di Alessandria |  |  |       |  |  |                              |  |  |                                |  |
|                                        |                        | Girolamo Bonelli, I marchese di Cassano d'Adda | Marco Bonelli, nobile di Alessandria |  |  |       |  |  |                              |  |  |                                |  |
|                                        |                        | Girolamo Bonelli, I marchese di Cassano d'Adda | Dominina De Gibertis                 |  |  |       |  |  |                              |  |  |                                |  |
| Partenia Bonelli                       |                        | Girolamo Bonelli, I marchese di Cassano d'Adda |                                      |  |  |       |  |  |                              |  |  |                                |  |
|                                        |                        | Adamante Peruzzi                               | Antonio Peruzzi                      |  |  |       |  |  |                              |  |  |                                |  |
|                                        |                        | Adamante Peruzzi                               | Antonio Peruzzi                      |  |  |       |  |  |                              |  |  |                                |  |
|                                        |                        | Adamante Peruzzi                               | Partenia Rusticucci                  |  |  |       |  |  |                              |  |  |                                |  |
| Marco Gallio                           |                        | Adamante Peruzzi                               |                                      |  |  |       |  |  |                              |  |  |                                |  |
|                                        | Giulio Cesare Borromeo | Federico Borromeo                              |                                      |  |  |       |  |  |                              |  |  |                                |  |
|                                        | Giulio Cesare Borromeo | Federico Borromeo                              |                                      |  |  |       |  |  |                              |  |  |                                |  |
|                                        | Giulio Cesare Borromeo | Veronica Visconti di Somma                     |                                      |  |  |       |  |  |                              |  |  |                                |  |
| Renato I Borromeo, X conte di Arona    | Giulio Cesare Borromeo |                                                |                                      |  |  |       |  |  |                              |  |  |                                |  |
|                                        |                        | Margherita Trivulzio                           | Renato Trivulzio                     |  |  |       |  |  |                              |  |  |                                |  |
|                                        |                        | Margherita Trivulzio                           | Renato Trivulzio                     |  |  |       |  |  |                              |  |  |                                |  |
|                                        |                        | Margherita Trivulzio                           | Isabella Borromeo                    |  |  |       |  |  |                              |  |  |                                |  |
| Giustina Borromeo                      |                        | Margherita Trivulzio                           |                                      |  |  |       |  |  |                              |  |  |                                |  |
|                                        |                        | Ottavio Farnese                                | Pier Luigi Farnese                   |  |  |       |  |  |                              |  |  |                                |  |
|                                        |                        | Ottavio Farnese                                | Pier Luigi Farnese                   |  |  |       |  |  |                              |  |  |                                |  |
|                                        |                        | Ottavio Farnese                                | Gerolama Orsini                      |  |  |       |  |  |                              |  |  |                                |  |
| Ersilia Farnese                        |                        | Ottavio Farnese                                |                                      |  |  |       |  |  |                              |  |  |                                |  |
|                                        |                        | …                                              | …                                    |  |  |       |  |  |                              |  |  |                                |  |
|                                        |                        | …                                              | …                                    |  |  |       |  |  |                              |  |  |                                |  |
|                                        |                        | …                                              | …                                    |  |  |       |  |  |                              |  |  |                                |  |
|                                        |                        | …                                              |                                      |  |  |       |  |  |                              |  |  |                                |  |